# Kurt Sellnick
Kurt Sellnick (* 13. Juni 1894 in Kassel; † 13. April 1975 in Idstein) war ein deutscher Schauspieler, Regisseur, Schriftsteller und Dramaturg.

## Leben
Kurt Sellnick, Sohn eines Kasseler Fabrikanten, studierte zunächst Ingenieurwissenschaften an der Technischen Hochschule Hannover. 1913 wurde er Mitglied des Corps Hannovera Hannover. Er brach das Studium ab und wechselte ins Bühnenfach. Zunächst Schauspieler am Staatstheater in Kassel, war er ab 1923 Jahre als Schauspieler und Mitglied des Stadttheaters Wiesbaden tätig, wo er in der Folge auch Regisseur und Stückeschreiber war. Zuletzt betätigte er sich als Dramaturg in Hannover.
In den 1920er Jahren war Kurt Sellnick mit der Schauspielerin und Sportfliegerin Margot Löwenstein (1902–1993) verheiratet, die 1929 Fritz von Opel heiratete. Seit 1933 war Sellnick mit der Schauspielerin Friedl Mecklenborg verheiratet. Die Schriftstellerin Hilke Müller ist ihre Tochter. Sie publiziert unter zahlreichen Pseudonymen, darunter Anne Jacobs, Leah Bach, Nora Brahms, Patricia Amber, Catherine du Parc und Megan MacFadden.

## Schriften
- Theaterverein Thespis, Lustspiel in 3 Akten, 1934
- Hilde und vier PS, Lustspiel in 3 Akten, 1935
- Liebe, Kies und Kiefern, Lustspiel, 1937
- Das weiße Band, ein Lustspiel um die Reichsautobahn, 1937
- Wir zwei, Komödie in 3 Akten, 1939
- Spielzeug, Lustspiel, 1941
- Dritter Mann gesucht!: Kein Kriminalstück, 1950